# Sjöfartsgymnasiet

Sjöfartsgymnasiet på Tjörn ger eleverna möjlighet att arbeta inom handelsflottan, Kustbevakningen, skärgårdstrafiken, inom fiskeflottan, på bogserbåt eller någon av Trafikverkets färjor. Utbildningen är godkänd av Sjöfartsverket och eleverna kan ta behörighet för både matros och motorman. Skolan är liten och eleverna får 32 veckors utbildning ombord. Sjöfartsgymnasiet har ett nära samarbete med rederier. Elever från hela Sverige kan söka till Sjöfartsgymnasiet.